# Igor Tchinnov
Igor Vladimirovitch Tchinnov (en russe : И́горь Влади́мирович Чи́ннов) né en 1909 et mort en 1996 est un poète de la deuxième vague de l'émigration russe. 

## Biographie
Igor Tchinnov est né dans la ville de Tukums, dans le gouvernement de Courlande, alors dans l'Empire russe. Son père, avocat, issu de la noblesse héréditaire, est un bibliophile passionné. Entre 1914 et 1922, la famille Tchinnov vit en Russie, puis émigre en Lettonie.
Igor fait ses études au Lycée Lomonossov de Riga. Il poursuit ensuite en 1939 à Riga ses études à la faculté de droit puis travaille comme conseil juridique. Il a alors déjà commencé à écrire de la poésie, et publié ses premiers poèmes dans la revue Nombres («Числа»), en 1933.
Il reste en Lettonie pendant les occupations soviétique puis allemande. En 1944, il est déporté en Allemagne au titre du travail obligatoire. Après la Libération, il est enrôlé dans l'armée américaine et sert en France. Il y est démobilisé en 1946 et s'y installe. Il y enseigne l'allemand, et rencontre notamment Gueorgui Adamovitch, Alexeï Remizov ou Ivan Bounine.
En 1948, il est reçu dans la loge franc-maçonne russe de Paris, Astreia. Son premier recueil de poème est publié en 1950. 
En 1953, il emménage à Munich, où il travaille à la station de radio Libération (Освобождение), plus tard Liberté (Свобода). En 1962, il part pour les États-Unis, où il est professeur de langue et de littérature russe à l'université du Kansas, jusqu'en 1968, puis à Pittsburgh et à l'université Vanderbilt de Nashville, jusqu'en 1976).
Il prend sa retraite en 1977 et s'installe en Floride. Il revient en 1992 et 1993 en Russie où il fait des lectures publiques de ses poèmes. Il meurt le 21 mai 1996 à Daytona Beach.
Il est enterré au cimetière Vaganko à Moscou. Ses archives sont détenues par l'Institut de littérature mondiale Gorki, au cabinet de la littérature russe à l'étranger.

## Œuvre
Igor Tchinnov a publié plusieurs recueils de poèmes : Monologue («Монолог», Paris, 1950), Lignes («Линии», Paris, 1960), Métaphores («Метафоры», New York, 1968), Pastorales («Пасторали», Paris, 1976), et Autographe («Автограф», Holyoke, 1984).
Son œuvre est influencée par le courant poétique de la Note parisienne. Elle se caractérise néanmoins par une grande recherche formelle, comme des expériences avec les dolniks et des combinaisons non classiques de mètres syllabiques et accentuels, par la musicalité de ses vers et par des images surréalistes.
Igor Tchinnov est reconnu par quelques critiques comme le premier poète de l'émigration russe après la mort de George Ivanov. Selon Wolfgang Kasack :

« La force poétique des vers de Tchinnov est avant tout dans une rythmique musicale, les changements de métriques et la diversité des répétitions. »

Dans son œuvre tardive, il donne plus de place au pittoresque et au grotesque, et à une ironie aigre, qui est présence et signe de mort.

## Publications récentes
- (ru) Загадки бытия [« Énigmes de l'être »], Moscou, Христианское издательство,‎ 1998 ;
- (ru) Собрание сочинений [« Recueil des œuvres (en deux tomes) »]  (Publication, préparation des textes, introduction et commentaires d'O. Kouznetsova (О. Кузнецова)), Moscou, Согласие,‎ 2000 :

1. Стихотворения. [« Poésies »], t. I (lire en ligne),
2. Стихотворения 1985—1995. Воспоминания. Статьи. Интервью. Письма. [« Poésies 1985—1995. Souvenirs. Articles. Interviews. Lettres »], t. II ;

- (ru) « Монпарнасские разговоры. Из писем 1930-х годов Юрию Кваску » [« Conversations parnassiennes. Extraits de lettres des années 1930 à Iouri Ivask »]  (Publication, préparation des textes, introduction et commentaires d'O. Kouznetsova (О. Кузнецова)), Новый Мир, no 10,‎ 2007 (lire en ligne, consulté le 26 septembre 2018) ;
- (ru) « Послевоенная переписка поэтов. Письма Т. и Ю. Иваскам » [« Correspondance d'après-guerre de poètes. Lettres à T. et I. Ivask »]  (Publication d'O. Kouznetsova (О. Кузнецова)), Новый Журнал, no 255,‎ 2009.